# Пиоктаннин
Пиоктаннин (разг. прост. «синька») — 1-2% водный раствор метиленового синего, применяемый наружно в качестве вяжущего и антисептического средства при гнойничковых заболеваниях кожи, ранах, язвах, мокнущей экземе, ожогах, пролежнях, обморожениях.

## Характеристики
Относится к группе Антисептических средств.
Форма выпуска: Тёмно-синяя жидкость в стеклянных флаконах.
Фармакодинамика: Оказывает противомикробное действие, обладает окислительно-восстановительными свойствами.
Взаимодействие с другими лекарственными средствами: Не совместим в растворах с дихлоридом ртути.

## Прочее
Упоминается в произведении Альберта Швейцера «Письма из Ламбарене».